# Le ultime imprese del Corsaro Nero
Le ultime imprese del Corsaro Nero è un romanzo d'avventura a sfondo storico scritto da Omar Salgàri (quarto e ultimo figlio di Emilio Salgari), originariamente pubblicato dalla Casa Editrice Impero nel 1961.
Rientra tra i numerosi romanzi apocrifi pubblicati dopo la morte di Emilio Salgari, e precisamente tra quelli della serie de I corsari delle Antille, aventi come protagonista il personaggio del Corsaro Nero (Emilio di Roccabruna, signore di Ventimiglia) e i suoi fratelli e discendenti.
Ne Le ultime imprese del Corsaro Nero il protagonista è Emilio di Roccabruna, che in quest'opera è alla ricerca di vendetta contro gli uccisori della sua famiglia.

## Trama
Quando il Corsaro Nero viene a sapere che anche suo fratello Rolando, un tempo conosciuto come Corsaro Rosso, è morto per ordine di Wan Guld, sembra impazzire. Corre per il mare come un pazzo, e dal fondo del mare gli sembra di udire le voci dei suoi fratelli che chiedono vendetta. Nella sua ricerca combatte contro le flotte navali spagnole e francesi, fugge da minacciosi cannibali e viene assalito da bestie feroci, ma a un certo punto cade vittima di un amore che lo spinge alla disperazione tanto da smuovere la coscienza e la ragione contro se stesso. La donna che desidera è infatti la figlia del mercenario che ha ucciso i suoi fratelli. 
La lotta tra ragione e sentimento viene vinta dal secondo; Emilio finirà per sposarla, pieno di profondo rimorso per le sventure del fratello. Quando sua moglie morirà dando alla luce una figlia, crederà davvero che una maledizione incombe sulla sua casa e cercherà la sua morte sul campo di battaglia. La leggenda vuole che la sua figura inquieta a volte aleggi sui campi stessi, sotto gli sguardi sorpresi degli abitanti della valle.

## Edizioni
- Omar Salgari, Le ultime imprese del Corsaro Nero, Carroccio Editore, 1961.